# جون فان رود
يوهانس جوزيف «جون» فان رود (بالهولندية: Jon van Rood)‏ (7 أبريل 1926، شيفينينغن - 21 يوليو 2017، ليوواردن) كان أخصائيًا في علم المناعة في هولندا. أسس المؤسسة الدولية الأوروبية لزرع الأعضاء في عام 1967، وهي منظمة غير ربحية مسؤولة عن تشجيع وتنسيق عمليات زرع الأعضاء.